# ぶど

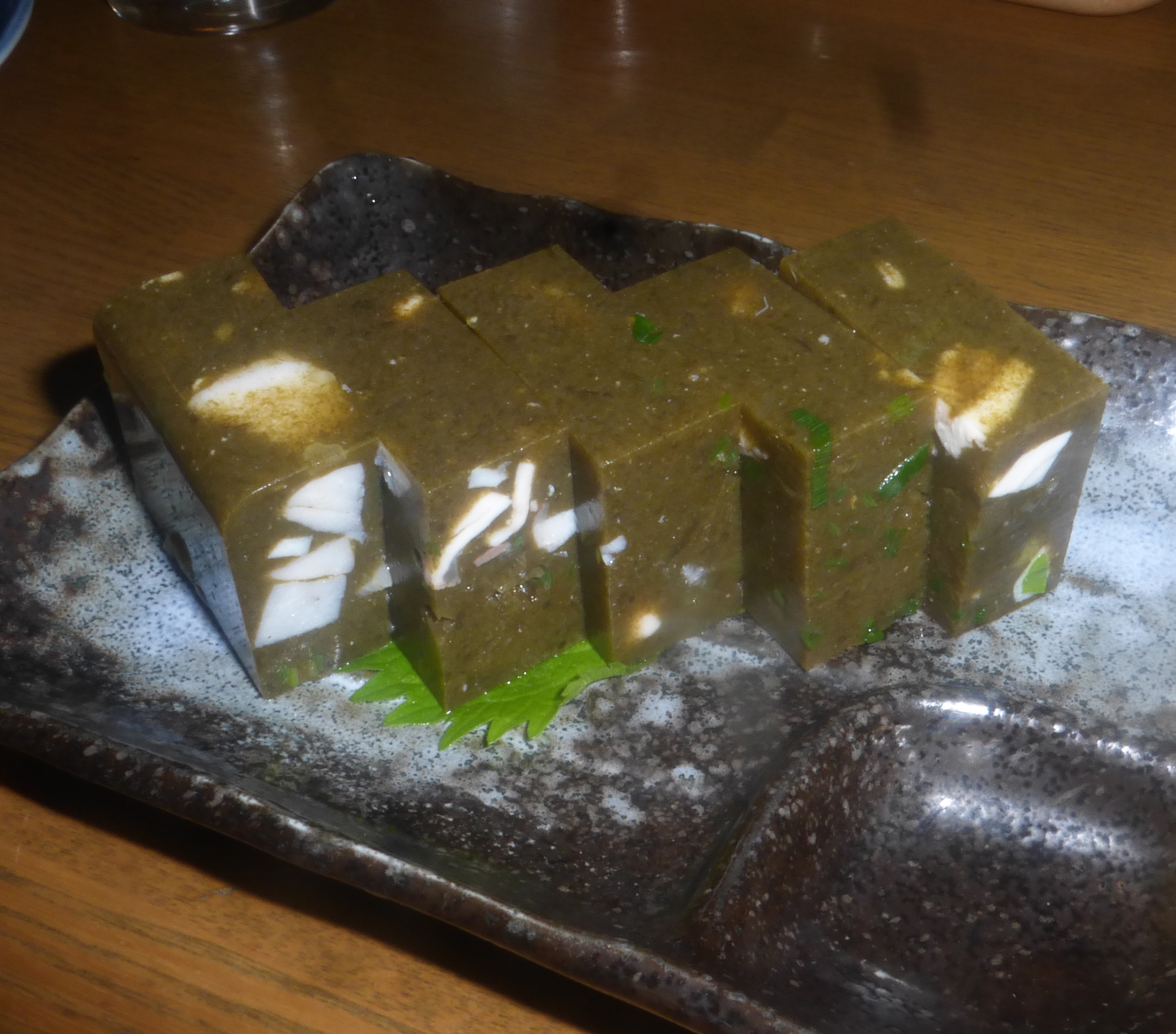
ぶど

ぶどとは、スギノリ目イバラノリ科の海藻であるカギイバラノリ（Hypnea japonica）を示す八丈方言（東京都八丈島などで使われる方言）。カギイバラノリを使った料理のことも「ぶど」と呼ぶ。この項では料理について説明する。

## 概要
八丈島で「ぶど」と呼ばれる料理は、カギイバラノリを水で煮出して味付けをして寒天状に固めたものを指す（凝固成分はカラギーナンである）。カギイバラノリと味付けに使う飛魚が獲れる早春から初夏にかけての料理であるが、両者とも冷凍による保存が可能であるため、近年は年中提供される。
標準的な作り方はカギイバラノリを水で煮たところに具として飛魚と長ねぎを入れ、味噌等で味付けをする。固まった時に照りを出すために少量の油を加える。型に入れて冷やし、固まったところで切り分けて提供する。食べる時に醤油をつけることもある。具材としては上記の他に「ひらみ」と呼ばれるヨメガカサ等の貝類を加えることもある。また、飛魚のかわりにシーチキンや鯖の水煮缶詰を使うなど、現代風の味付けをする人もいる。調理の際、海藻を煮出した汁を一度布で漉してから味付けしたものが上品とされる。
出来上がりの外観は黒い寒天に似ており、海藻由来の磯の香りと飛魚の出汁が合いまって野趣豊かな味わいをしている。テングサの寒天と比較した場合の食感は、みつ豆等に入っている寒天よりは柔らかいが、海藻の繊維が残っているのでなめらかさは欠ける。しかし、八丈島では現在でも時期になると各家庭で作られると共に、居酒屋、惣菜屋や宴会料理でも提供されており、郷土料理として十分に現役であるといえる。伊豆諸島の食文化は各島に共通するものも多いが、カギイバラノリを食用にするのは八丈島のみの習慣である。